# リビア、リビア、リビア
リビア、リビア、リビア(アラビア語: ليبيا ليبيا ليبيا, Lībiyā Lībiyā Lībiyā, リービヤー・リービヤー・リービヤー)または我が祖国よ (アラビア語: يا بلادي, yā bilādī, ヤー・ビラーディー) は、リビアの国歌。

## 概要
作詞はチュニジア人詩人アル=バシール・アル=アリービー (البشير العريبي, al-Bashīr al-ʿArībī, アル＝バシール・アル＝アリービー もしくは al-Bashīr al-ʿUraybī, アル＝バシール・アル＝ウライビー) 。リビア国歌歌詞公募のための作詞コンテストで優勝し採用された。
作曲は多くの愛国軍歌やエジプト国歌なども手掛けたエジプト人音楽家ムハンマド・アブドゥルワッハーブ (محمد عبد الوهاب, 文語アラビア語：Muḥammad ʿAdb al-Wahhāb) 。
国歌としては1955年より採用。リビア連合王国が成立した時より、ムアンマル・アル＝カッザーフィー等によるクーデターでイドリース1世が退位する1969年まで使われた。
カッザーフィー率いるリビア・アラブ共和国以降は「アッラーフは偉大なり」が採用されていたが、2011年リビア内戦が起きた際、リビア国民評議会によって再び国歌に採用された。

## 歌詞

### アラビア語歌詞
発音記号は散文とは異なる歌詞としての性質をふまえ、音源で歌われている通りに付した。なお改行は元の半詩行通りではなく実際の音源で区切られている箇所で行った。

#### コーラス
يَا بِلَادِي يَا بِلَادِي بِجِهَادِي وَجِلَادِي
اِدْفَعِي كَيْدَ ٱلْأَعَادِي وَٱلْعَوَادِي
وَٱسْلَمِي اِسْلَمِي اِسْلَمِي
اِسْلَمِي طُولَ ٱلْمَدَى
إِنَّنَا نَحْنُ الْفِدَا
لِيبِيَا لِيبِيَا لِيبِيَا

#### 1番
يَا بِلَادِي أَنْتِ مِيرَاثُ ٱلْجُدُودْ
لَا رَعَى اللهُ يَدًا تَمْتَدُّ لَكْ
فَٱسْلَمْي، إِنَّا -عَلَى ٱلدَّهْرِ- جُنُودْ
لَا نُبَالِي إِنْ سَلِمْتِ مَنْ هَلَكْ
وَخُذِي مِنَّا وَثِيقَاتِ ٱلْعُهُودْ
إِنَّنَا يَا لِيبِيَا لَنْ نَخْذُِلَكْ
لَنْ نَعُودْ لِلْقُيُودْ
قَدْ تَحَرَّرْنَا وَحَرَّرْنَا ٱلْوَطَنْ
لِيبِيَا لِيبِيَا لِيبِيَا

#### コーラス
يَا بِلَادِي يَا بِلَادِي بِجِهَادِي وَجِلَادِي
اِدْفَعِي كَيْدَ ٱلْأَعَادِي وَٱلْعَوَادِي
وَٱسْلَمِي اِسْلَمِي اِسْلَمِي
اِسْلَمِي طُولَ ٱلْمَدَى
إِنَّنَا نَحْنُ الْفِدَا
لِيبِيَا لِيبِيَا لِيبِيَا

#### 2番
جَرَّدَ ٱلْأَجْدَادُ عَزْمًا مُرْهَفَا
يَوْمَ نَادَاهُمْ مُنَادٍ لِلْكِفَاحْ
ثُمَّ سَارُوا يَحْمِلُونَ ٱلْمُصْحَفَا
بِٱلْيَدِ ٱلْأُولَى، وَبِٱلْأُخْرَى ٱلسِّلَاحْ
فَإِذَا فِي ٱلْكَوْنِ دِينٌ وَصَفَا
وَإِذَا ٱلْعَالَمُ خَيْرٌ وَصَلَاحْ
فَٱلْخُلُودُ لِلْجُدُودْ
إِنَّهُمْ قَدْ شَرَّفُوا هٰذَا ٱلْوَطَنْ
لِيبِيَا لِيبِيَا لِيبِيَا

#### コーラス
يَا بِلَادِي يَا بِلَادِي بِجِهَادِي وَجِلَادِي
اِدْفَعِي كَيْدَ ٱلْأَعَادِي وَٱلْعَوَادِي
وَٱسْلَمِي اِسْلَمِي اِسْلَمِي
اِسْلَمِي طُولَ ٱلْمَدَى
إِنَّنَا نَحْنُ الْفِدَا
لِيبِيَا لِيبِيَا لِيبِيَا

#### 3番（旧）
以下3番については削除を求める者、そのまま残すことを提案する者、イドリース王の名前部分を英雄ウマル・アル＝ムフタール（口語アラビア語発音：オマル・アル＝ムフタール、日本式定冠詞省略表記：オマル・ムフタール）に置き換えた3番改訂版に入れ替える者が混在しているため音源によって異なっている。
حَيِّ إِدْرِيسَ سَلِيلَ ٱلْفَاتِحِينْ
إِنَّهُ فِي لِيبِيَا رَمْزُ ٱلْجِهَادْ
حَمَلَ الرَّايَةَ فِينَا بِٱلْيَمِينْ
وَتَبَِعْنَاهُ لِتَحْرِيرِ ٱلْبِلَادْ
فَٱنْثَنَى بِٱلْمَلِكِ وَٱلْفَتْحِ ٱلْمُبِينْ
وَرَكَزْنَا فَوْقَ هَامَاتِ ٱلْنِجَادْ
رَايَةً حُرَّةً
ظَلَّلَتْ بِٱلْعِزِّ أَرْجَاءَ ٱلْوَطَنْ
لِيبِيَا لِيبِيَا لِيبِيَا

#### 3番（オマル・アル＝ムフタールに置き換えた改訂版）
حَيِّ ٱلْمُخْتَارَ أَمِيرَ ٱلْفَاتِحِينْ
إِنَّهُ فِي لِيبِيَا رَمْزُ ٱلْجِهَادْ
حَمَلَ الرَّايَةَ فِينَا بِٱلْيَمِينْ
وَتَبَِعْنَاهُ لِتَحْرِيرِ ٱلْبِلَادْ
فَٱنْثَنَى بِٱلْمَجْدِ وَٱلْفَتْحِ ٱلْمُبِينْ
وَرَكَزْنَا فَوْقَ هَامَاتِ ٱلْنِجَادْ
رَايَةً حُرَّةً
ظَلَّلَتْ بِٱلْعِزِّ أَرْجَاءَ ٱلْوَطَنْ
لِيبِيَا لِيبِيَا لِيبِيَا

#### コーラス
يَا بِلَادِي يَا بِلَادِي بِجِهَادِي وَجِلَادِي
اِدْفَعِي كَيْدَ ٱلْأَعَادِي وَٱلْعَوَادِي
وَٱسْلَمِي اِسْلَمِي اِسْلَمِي
اِسْلَمِي طُولَ ٱلْمَدَى
إِنَّنَا نَحْنُ الْفِدَا
لِيبِيَا لِيبِيَا لِيبِيَا

#### 4番（旧）
يَا ٱبْنَ لِيبِيَا، يَا ٱبْنَ آسَادِ ٱلشَّرَى
إِنَّنَا لْلِمَجْدِ وَٱلْمَجْدُ لَنَا
مُذْ سَرَوْنَا حَمِدَ ٱلْقَوْمُ ٱلسُّرَى
بَارَكَ اللهُ لَنَا ٱسْتِقْلَالَنَا
فَٱبْتَغُوا ٱلْعَلْيَاءَ شَأْوًا فِي ٱلْوَرَى
وَٱسْتَعِدُّوا لِلْوَغَى أَشْبَالَنَا
لِلْغِلَابْ يَا شَبَابْ
إِنَّمَا ٱلدُّنْيَا كِفَاحٌ لِلْوَطَنْ
لِيبِيَا لِيبِيَا لِيبِيَا

#### 4番（改訂版）
イドリース王の名前をアル＝ムフタールに置き換えた歌詞では「独立」が「勝利」に置き換わっている。
يَا ٱبْنَ لِيبِيَا، يَا ٱبْنَ آسَادِ ٱلشَّرَى
إِنَّنَا لْلِمَجْدِ وَٱلْمَجْدُ لَنَا
مُذْ سَرَوْنَا حَمِدَ ٱلْقَوْمُ ٱلسُّرَى
بَارَكَ اللهُ لَنَا ٱنِتْصَارَنَا
فَٱبْتَغُوا ٱلْعَلْيَاءَ شَأْوًا فِي ٱلْوَرَى
وَٱسْتَعِدُّوا لِلْوَغَى أَشْبَالَنَا
لِلْغِلَابْ يَا شَبَابْ
إِنَّمَا ٱلدُّنْيَا كِفَاحٌ لِلْوَطَنْ
لِيبِيَا لِيبِيَا لِيبِيَا

### アラビア語での実際の発音
ネットで紹介されているラテン文字転写に誤記が多く実際の発音と合わない部分が複数見られたため書き起こしを行った。学術的なラテン文字転写に近づけてあるが、アラブ詩の規則などに依拠しているため散文とは異なる語形・発音になっている箇所が複数存在する。
なおayは二重母音部分ai、awは二重母音auとして発音される部分となっている。

#### コーラス（リフレイン）
yā bilādī yā bilādī bi-jihādī wa-jilādī
ʾidfaʿī kayda-l-ʾaʿādī wa-l-ʿawādī
wa-slamī ʾislamī ʾislamī
ʾislamī ṭūla-l-madā ʾinnanā naḥnu-l-fidā
lībiyā lībiyā lībiyā

#### 1番
yā bilādī ʾanti mīrāthu-l-judūd
lā raʿa-llāhu yadan tamtaddu lak
fa-slamī ʾinnā ʿala-d-dahri junūd
lā nubālī ʾin salimti man halak
wa-khudī minnā wathīqāti-l-ʿuhūd
ʾinnanā yā lībiyā lan nakhdilak
lan naʿūd li-l-quyūd
qad taḥarrarnā wa-ḥarrarna-l-waṭan
lībiyā lībiyā lībiyā

#### コーラス（リフレイン）
yā bilādī yā bilādī bi-jihādī wa-jilādī
ʾidfaʿī kayda-l-ʾaʿādī wa-l-ʿawādī
wa-slamī ʾislamī ʾislamī
ʾislamī ṭūla-l-madā ʾinnanā naḥnu-l-fidā
lībiyā lībiyā lībiyā

#### 2番
jarrada-l-ʾajdādu ʿazman murhafā
yawma nādāhum munādī li-l-kifāḥ
thumma sārū yaḥmilūna-l-muṣḥafā
bi-l-yadi-l-ʾūlā wa-bi-l-ʾukhra-s-silāḥ
fa-ʾidhā fi-l-kawni dīnun wa-ṣafā
wa-ʾidha-l-‘ālamu khayrun wa-ṣalāḥ
fa-l-khulūd li-l-judūd
ʾinnahum qad sharrafū hādha-l-waṭan
lībiyā iībiyā lībiyā

#### コーラス（リフレイン）
yā bilādī yā bilādī bi-jihādī wa-jilādī
ʾidfaʿī kayda-l-ʾaʿādī wa-l-ʿawādī
wa-slamī ʾislamī ʾislamī
ʾislamī ṭūla-l-madā ʾinnanā naḥnu-l-fidā
lībiyā lībiyā lībiyā

#### 3番（旧）
ḥayyi ʾidrīsa salīla-l-fātihīn
ʾinnahu fī lībiyā ramzu-l-jihād
ḥamala-r-rāyata fīnā bi-l-yamīn
wa-tabaʿnāhu li-taḥrīri-l-bilād
fa-nthanā bi-l-maliki wa-l-fatḥi-l-mubīn
wa-rakaznā fawqa hāmāti-n-nijād
rāyatan ḥurratan
ẓallalat bi-l-ʿizzi ʾarjāʾa-l-waṭan
lībiyā lībiyā lībiyā

#### 3番（オマル・アル＝ムフタールに置き換えた改訂版）
ḥayyi-l-mukhtāra ʾamira-l-fātihīn
ʾinnahu fī lībiyā ramzu-l-jihād
ḥamala-r-rāyata fīnā bi-l-yamīn
wa-tabaʿnāhu li-taḥrīri-l-bilād
fa-nthanā bi-l-majd wa-l-fatḥi-l-mubīn
wa-rakaznā fawqa hāmāti-n-nijād
rāyatan ḥurratan
ẓallalat bi-l-ʿizzi ʾarjāʾa-l-waṭan
lībiyā lībiyā lībiyā

#### コーラス（リフレイン）
yā bilādī yā bilādī bi-jihādī wa-jilādī
ʾidfaʿī kayda-l-ʾaʿādī wa-l-ʿawādī
wa-slamī ʾislamī ʾislamī
ʾislamī ṭūla-l-madā ʾinnanā naḥnu-l-fidā
lībiyā lībiyā lībiyā

#### 4番（旧）
ya-bna lībiyā ya-bna ʾāsāda-sh-sharā
ʾinnanā li-l-majdi wa-l-majdu lanā
mudh sarawnā ḥamida-l-qawmu-s-surā
bārka-llāhu lana-stiqlālanā
fa-btaghu-l-ʿalyāʾa shaʾwan fi-l-warā
wa-staʿiddū li-l-waghā ʾashbālanā
li-l-ghilāb yā shabāb
ʾinnama-d-dunyā kifāḥu li-l-waṭan
lībiyā lībiyā lībiyā

#### 4番（改訂版）
ya-bna lībiyā ya-bna ʾāsāda-sh-sharā
ʾinnanā li-l-majdi wa-l-majdu lanā
mudh sarawnā ḥamida-l-qawmu-s-surā
bārka-llāhu lana-ntiṣāranā
fa-btaghu-l-ʿalyāʾa shaʾwan fi-l-warā
wa-staʿiddū li-l-waghā ʾashbālanā
li-l-ghilāb yā shabāb
ʾinnama-d-dunyā kifāḥun li-l-waṭan
lībiyā lībiyā lībiyā

### アラビア語歌詞カタカナ表記

#### コーラス（リフレイン）
ヤー・ビラーディー・ヤー・ビラーディー・ビ＝ジハーディー・ワ＝ジラーディー
イドファイー・カイダ・ル＝アアーディー・ワ＝ル＝アワーディー
ワ＝スラミー　イスラミー　イスラミー
イスラミー・トゥーラ・ル＝マダー　インナナー・ナフヌ・ル＝フィダー
リービヤー・リービヤー・リービヤー

#### 1番
ヤー・ビラーディー・アンティ・ミーラース・ル＝ジュドゥード
ラー・ラア・ッラーフ・ヤダン・タムタッド・ラク
ファ＝スラミー　インナー・アラ＝ッ＝ダハリ・ジュヌード
ラー・ヌバーリー・イン・サリムティ・マン・ハラク
ワ＝フズィー・ミンナー・ワスィーカーティ・ル＝ウフード
インナナー・ヤー・リービヤー・ラン・ナフズィラク
ラン・ナウード　リ・ル＝クユード
カド・タハッラルナー・ワ＝ハッラルナ・ル＝ワタン
リービヤー・リービヤー・リービヤー

#### コーラス（リフレイン）
ヤー・ビラーディー・ヤー・ビラーディー・ビ＝ジハーディー・ワ＝ジラーディー
イドファイー・カイダ・ル＝アアーディー・ワ＝ル＝アワーディー
ワ＝スラミー　イスラミー　イスラミー
イスラミー・トゥーラ・ル＝マダー　インナナー・ナフヌ・ル＝フィダー
リービヤー・リービヤー・リービヤー

#### 2番
ジャッラダ・ル＝アジュダードゥ・アズマン・ムルハファー
ヤウマ・ナーダーフム・ムナーディー・リ・ル＝キファーフ
スンマ・サールー・ヤフミルーナ・ル＝ムスハファー
ビ＝ル＝ヤディ・ル＝ウーラー　ワ＝ル＝ウフラ・ッ＝スィラーフ
ファ＝イザー・フィ・ル＝カウニ・ディーヌン・ワ・サファー
ワ＝イザ・ル＝アーラム・ハイルン・ワ・サラーフ
ファ＝ル＝フルード　リ・ル＝ジュドゥード
インナフム・カド・シャッラフー・ハーザ・ル＝ワタン
リービヤー・リービヤー・リービヤー

#### コーラス（リフレイン）
ヤー・ビラーディー・ヤー・ビラーディー・ビ＝ジハーディー・ワ＝ジラーディー
イドファイー・カイダ・ル＝アアーディー・ワ＝ル＝アワーディー
ワ＝スラミー　イスラミー　イスラミー
イスラミー・トゥーラ・ル＝マダー　インナナー・ナフヌ・ル＝フィダー
リービヤー・リービヤー・リービヤー

#### 3番（旧）
ハイイ・イドリーサ・サリーラ・ル＝ファーティヒーン
インナフ・フィー・リービヤー・ラムズ・ル＝ジハード
ハマラ・ッ＝ラーヤタ・フィーナー・ビ＝ル＝ヤミーン
ワ＝タバアナーフ・リ・タフリーリ・ル＝バラド
ファ＝ンサナー・ビ＝ル＝マリキ・ワ＝ル＝ファトヒ・ル＝ムビーン
ワ・ラカズナー・ファウカ・ハーマーティ・ン＝ニジャード
ラーヤタン・フッラタン
ザッララト・ビ＝ル＝イッズィ・アルジャーア・ル＝ワタン
リービヤー・リービヤー・リービヤー

#### 3番（オマル・アル＝ムフタールに置き換えた改訂版）
ハイイ・ル＝ムフターラ・アミーラ・ル＝ファーティヒーン
インナフ・フィー・リービヤー・ラムズ・ル＝ジハード
ハマラ・ッ＝ラーヤタ・フィーナー・ビ＝ル＝ヤミーン
ワ＝タバアナーフ・リ・タフリーリ・ル＝バラド
ファ＝ンサナー・ビ＝ル＝マジュド・ワ＝ル＝ファトヒ・ル＝ムビーン
ワ・ラカズナー・ファウカ・ハーマーティ・ン＝ニジャード
ラーヤタン・フッラタン
ザッララト・ビ＝ル＝イッズィ・アルジャーア・ル＝ワタン
リービヤー・リービヤー・リービヤー

#### コーラス（リフレイン）
ヤー・ビラーディー・ヤー・ビラーディー・ビ＝ジハーディー・ワ＝ジラーディー
イドファイー・カイダ・ル＝アアーディー・ワ＝ル＝アワーディー
ワ＝スラミー　イスラミー　イスラミー
イスラミー・トゥーラ・ル＝マダー　インナナー・ナフヌ・ル＝フィダー
リービヤー・リービヤー・リービヤー

#### 4番（旧）
ヤ・ブナ・リービヤー・ヤ・ブナ・アーサーダ・ッ＝シャラー
インナナー・リ・ル＝マジュディ・ワ＝ル＝マジュウドゥ・ラナー
ムズ・サラウナー・ハミダ・ル＝カウム・ッ＝スラー
バーラカ・ッラーフ・ラナ・スティクラーラナー
ファ＝ブタグ・ル＝アルヤーア・シャァワン・フィ・ル＝ワラー
ワ＝スタイッドゥー・リ・ル＝ワガー・アシュバーラナー
リ・ル＝ギラーブ　ヤー・シャバーブ
インナマ・ッ＝ドゥンヤー・キファーフン・リ・ル＝ワタン
リービヤー・リービヤー・リービヤー

#### 4番（改訂版）
ヤ・ブナ・リービヤー・ヤ・ブナ・アーサーダ・ッ＝シャラー
インナナー・リ・ル＝マジュディ・ワ＝ル＝マジュドゥ・ラナー
ムズ・サラウナー・ハミダ・ル＝カウム・ッ＝スラー
バーラカ・ッラーフ・ラナ・ンティサーラナー
ファ＝ブタグ・ル＝アルヤーア・シャァワン・フィ・ル＝ワラー
ワ＝スタイッドゥー・リ・ル＝ワガー・アシュバーラナー
リ・ル＝ギラーブ　ヤー・シャバーブ
インナマ・ッ＝ドゥンヤー・キファーフン・リ・ル＝ワタン
リービヤー・リービヤー・リービヤー

### 歌詞の内容
英訳サイトや動画の英語字幕が原語であるアラビア語と一致しない部分があるため、アラビア語からの直訳に切り替えた。

#### コーラス（リフレイン）
おお我が国よ、おお我が国よ、我がジハード（奮闘）と戦いにより
敵と侵略者どもの謀略を撃退するのだ
平安たれ、平安たれ、平安たれ
とこしえに平安であれ
我らは、我らは心身を捧げよう
リビア、リビア、リビアよ

#### 1番
おお我が国よ、貴方は父祖の遺産
貴方に伸ばさんとする手をアッラーが庇護せぬことを願う
平安たれ、我らは永遠に兵士
貴方が平安でさえあれば、我らは誰が死のうと構わない
受け取ってくれ、我らより誓いの証書を
我らは、ああリビアよ、貴方を見捨てはしない
我らは枷に立ち戻ったりなどしない
既に我らは自由の身となり、祖国も解放したのだ
リビア、リビア、リビアよ

#### コーラス（リフレイン）
おお我が国よ、おお我が国よ、我がジハード（奮闘）と戦いにより
敵と侵略者どもの謀略を撃退するのだ
平安たれ、平安たれ、平安たれ
とこしえに平安であれ
我らは、我らは心身を捧げよう
リビア、リビア、リビアよ

#### 2番
父祖らは鋭き決意をもって剣を抜いた
闘争を呼びかける者によって呼ばれたその日に
そして行軍したのだった　クルアーンを携えて
一方の手に、そしてもう一方の手には武器を
そして世界には信仰と清純が広がり
世は善良かつ正しきものとなった
父祖たちよ永遠なれ
彼らはこの祖国に栄誉を与えてくれた
リビア、リビア、リビアよ

#### コーラス（リフレイン）
おお我が国よ、おお我が国よ、我がジハード（奮闘）と戦いにより
敵と侵略者どもの謀略を撃退するのだ
平安たれ、平安たれ、平安たれ
とこしえに平安であれ
我らは、我らは心身を捧げよう
リビア、リビア、リビアよ

#### 3番（旧）
国を開きし者たちの子孫たるイドリースに敬礼せよ
彼はリビアにおいてジハード（奮闘）の象徴
我々の中でその右手で旗を掲げ
我らは国土解放のため彼に続いた
そして彼は王座と明白なる勝利をもって帰還
我らは高原の頂に自由の旗を打ち立て
それは力強く国中を庇護してきた
リビア、リビア、リビアよ

#### 3番（オマル・アル＝ムフタールに置き換えた改訂版）
開城者たちの司令官たるアル＝ムフタールに敬礼せよ
彼はリビアにおいてジハード（奮闘）の象徴
我々の中でその右手で旗を掲げ
我らは国土解放のため彼に続いた
そして彼は栄光と明白なる勝利をもって帰還
我らは高原の頂に自由の旗を打ち立て
それは力強く国中を庇護してきた
リビア、リビア、リビアよ

#### コーラス（リフレイン）
おお我が国よ、おお我が国よ、我がジハード（奮闘）と戦いにより
敵と侵略者どもの謀略を撃退するのだ
平安たれ、平安たれ、平安たれ
とこしえに平安であれ
我らは、我らは心身を捧げよう
リビア、リビア、リビアよ

#### 4番（旧）
おおリビアの子よ、おお野に棲まう（勇猛なる）獅子たちの子よ
我らは名誉のために、そして名誉は我らのもの
我らが夜に行軍をすれば、民はその夜行を称賛してくれた
アッラーは我らに独立を祝福なさいますよう
高みを求めよ 最果てまで
そして備えさせよ戦いへと若獅子たちを
戦闘へと　若者たちよ
現世とは祖国のための闘いなのだ
リビア、リビア、リビアよ

#### 4番（改訂版）
おおリビアの子よ、おお野に棲まう獅子たちの子よ
我らは名誉のために、そして名誉は我らのもの
我らが夜に行軍をすれば、民はその夜行を称賛してくれた
アッラーは我らに勝利を祝福なさいますよう
高みを求めよ 最果てまで
そして備えさせよ戦いへと若獅子たちを
戦闘へと　おお、若者たちよ
現世とは祖国のための闘いなのだ
リビア、リビア、リビアよ

## 参考サイト
歌詞確認と和訳の際に以下のウェブサイトを参照した。
- يا بلادي .. نسخة منفذة بأوركسترا متكاملة：アーティスト3名、合唱団、オーケストラ生演奏による2月革命記念動画、歌詞はイドリース王が登場する旧バージョン
- يا بلادي - النشيد الوطني الليبي：改訂版3番を含む全4番の字幕つき音源動画
- نشيد ليبيا الوطني - ليبيا، ليبيا، ليبيا：改訂版3番を含む全4番の字幕つき音源動画（音が明瞭で聞き取りやすい）
- National Anthems & Patriotic Songs - Libyan National Anthem ليبيا ليبيا ليبيا ：歌詞と英訳（ただし原語アラビア語と噛み合わない英訳が複数含まれているので利用時には注意が必要）
- المعاني：アラビア語辞典横断検索、アラビア語-英語辞典、意味解説Q&A
- المعجم：アラビア語辞典・事典横断検索
- قاموس النور：アラビア語辞典・事典横断検索
- The Living Arabic Project：文語アラビア語・口語アラビア語-英語辞典
- アラジンPlus：アラビア語-英語-日本語オンライン辞書
- شرح لمعاني نشيد ليبيا：個人による解釈例紹介（品詞・語形的に合致しないと思われる箇所あり）
- ما معنى بجهادي وجلادي
- ما معنى جملة: مذ سرونا حمد القوم السرى؟
- ما معنى جملة: فابتغوا العلياء شأواً في الورى؟

## Wikipedia内関連ページ
- リビア
- アッラーフは偉大なり（旧国歌：1969年～2011年）